# Corporación Dominicana de Empresas Estatales
La Corporación Dominicana de Empresas Estatales  (CORDE) , fue una corporación estatal formada por las empresas propiedad del Estado en la República Dominicana. Estaba compuesta en sus inicios por 24 empresas donde el principal accionista era el Estado Dominicano.

## Historia
El CORDE tuvo su origen cuando en la época del dictador Rafael Leónidas Trujillo  se crearon sus  empresas personales,  mediante la adquisición de fincas y otros negocios a base de muy bajos precios a través de presión política.  Con las tierras ganaderas Trujillo estuvo en la producción de carne, leche, azúcar, tabaco, madera y la lotería dominicana.  
Para 1937, el ingreso anual de Trujillo rondaba el millón y medio de dólares y en 1940 ya se había adueñado de un número de las empresas dominicanas. Para 1960 era dueño del 60% de la industria azucarera dominicana.
Otras empresas creadas por él fueron la fábrica de cemento, de sacos (Fasaco), clavos, fósforos, la Armería y pintura dominicana (PIDOCA). El Banco de Reservas, Banco Agrícola y el Banco Central, el periódico El Caribe y la Marmolería Dominicana. 
También la fábrica de vidrio (FAVIDRIO), Atlas Comercial, Seguros San Rafael (aún sigue siendo del Estado), Dominicana de Aviación, Chocolatera Industrial, Industrial de Calzados, Aceites Vegetales, Fábrica de baterías, Industria Nacional del Papel (INDUSPAPEL), Molinos Dominicanos, Molinos del Norte, Planta de Recauchado, Refinería de Sal, Sociedad Inmobiliaria, Tecnometal, Tenería FA-2 C. y Tejidos Antillanos, fábrica de calzados (Fadoc), entre otras.
Trujillo también era propietario de hoteles de lujo ubicados a lo largo del país.

## Etapa post Trujillo
Luego del ajusticiamiento de Rafael Leónidas Trujillo en 1961, las empresas pasaron a manos del Estado dominicano, creándose la Corporación Dominicana de Empresas Estatales (CORDE).  A partir de entonces, el Estado era el mayor accionista de las empresas, siendo celosamente manejadas y productivas durante los gobiernos de Joaquín Balaguer. 
El 18 de agosto de 1996, en su tercer día de mandato, el presidente Leonel Fernández Reyna anunció un plan de privatización y reestructuración generales de la Corporación de Electricidad (CDE), el Consejo Estatal del Azúcar (CEA), la Corporación de Fomento de la Industria Hotelera (CORPHOTEL) y las 24 compañías que integraban la Corporación Dominicana de Empresas Estatales (CORDE). Para el año 1998, de las empresas que tuvo CORDE sólo 12 estaban en operación, pero en condiciones deficitarias, mientras las demás estaban en total quiebra. Para 1995 Dominicana de Aviación estaba inactiva, siendo cerrada en 1999.

## Privatización
Para esa misma época, el presidente de la Comisión de Reforma de la Empresa Pública (CREP), Antonio Isa Conde, calculó las deudas de CORDE en más mil millones de pesos. Del total de las empresas solo Molinos Dominicanos y la Tabacalera lograron capitalizarse. 
Algunas empresas como Las Minas de Sal y Yeso y Favidrio no pudieron ser transformads por medio de la Ley 141/97. Lo mismo sucedió con la Industria Nacional del Papel (Induspapel), Pinturas Dominicanas (Pidoca), Seguros San Rafael y la Sociedad Inmobiliaria. La marmolería nacional, siendo un activo minero por estar en el subsuelo su principal recurso se le aplicó la ley por medio del arrendamiento de sus activos, (equipos e infraestructura), con el establecimiento de un cargo por extracción de metro cúbico de mármol. El proceso público fue llevado a cabo en el año 1999, resultando adjudicado a la firma Marmotech, que preside el Ing Jorge Subero. Sus equipos industriales y demás activos fueron trasladados a San Cristóbal por el adjudicatario, como parte del compromiso asumido por este, ya que el estado condicionó el mismo como obligatorio, debido a que está una industria generaba una gran contaminación mediante emisión de polvos y desechos de mármol (barbotina) que descargaba directamente al río Isabela mediante un conducto de 0.50 cm desde sus instalaciones.  El proceso no incluyó los terrenos donde operaba ya que los mismos fueron entregados al banco de reservas en ración de pago o abono a la deuda general de CORDE, como ocurrió con otros activos importantes de las empresas ya cerradas en el periodo 1996/2000 que presidió Leonel Fernández Reyna. 
La fábrica de Sacos y Cordelería (Fasaco) y la Fábrica Nacional de Vidrio (Favidrio) estaban en medio de un litigio en la Suprema Corte de Justicia (SCJ) para determinar la propiedad de sus terrenos y no pudo completarse la capitalización.
Los ingenios azucareros estatales eran 10 al momento de la privatización, con esto se ha contribuido a aumentar el desempleo, donde la población de los ingenios ha tenido que recurrir al mercado laboral informal por haber quedado miles de trabajadores sin trabajo. 
Los Hoteles propiedad del Estado con un total de 19, con 1,277 habitaciones, se arrendaron estas infraestructuras a 20 o 30 años, alegando el propósito de que sean reacondicionadas y puesta en operación.

## Estado actual
Solo quedan los Molinos Dominicanos y del Norte, así como la Sociedad Anónima Tabacalera con un 50% de ganancia para el Estado, en su calidad de socio. La Mina de Sal, produce una gran cantidad de sal al año
Hasta febrero de 2017 CORDE también mantenía una extensión de terrenos de 700 mil metros en la zona de Los Tres Brazos y Los Mameyes, y pequeñas porciones de tierra en El Centro de Los Héroes en Santo Domingo. Seguros San Rafael pasó a manos del Banco de Reservas como Seguros Banreservas. 

## Disolución del CORDE
Luego de un gran escándalo mediático que generó la venta a una empresa privada del sector Los Tres Brazos de  Santo Domingo Este, en una acción dirigida por el director de Corde Leoncio Almánzar, en febrero de 2017 el presidente Danilo Medina emitió el decreto 16-17 quien dispuso una comisión para la disolución de la Corporación Dominicana de Empresas Estatales (CORDE) y la Comisión de Reforma a la Empresa Pública (CREP). La Comisión que llevará a cabo el proceso la integra el consultor jurídico del Poder Ejecutivo, Flavio Darío Espinal.
De igual manera, el director de la Comisión Permanente de Titulación de Terrenos del Estado, José Dantés Díaz. El director de Ética e Integridad Gubernamental, Lidio Cadet, también forma parte. El artículo 2 señala que la Comisión asumirá la gestión operativa, administrativa y financiera. Esto será hasta que culmine, de manera definitiva, el proceso de disolución.
En ese sentido, se instruyó a todas las instituciones del Estado cooperar con los trabajos y elaborar proyecto de ley para someterlo al Congreso Nacional. La Comisión deberá elaborar un proyecto de ley sobre la disolución de la CORDE. De igual forma, sobre la transferencia de titularidad de su patrimonio a otras instituciones. Los inmuebles pasarán a Bienes Nacionales y se usarán en proyectos interés social. 
El Poder Ejecutivo también derogó el decreto 398-08, que designó a Leoncio Almánzar Objío como director general de CORDE.

## Empresas originales
- Compañía Anónima Tabacalera, C. por A.
- Compañía de Seguros San Rafael, C. por A.
- Compañía Dominicana de Aviación, C. por A.
- Chocolatera Industrial.
- Dominicana Industrial de Calzados.
- Fábrica de Aceites Vegetales.
- Fábrica Dominicana de Baterías, C. por A.
- Fábrica de Clavos Enriquillo
- Fábrica Dominicana de Cemento, C. por A.
- Fábrica de Sacos y Cordelerías, C. por A.
- Industria Nacional del Papel, C. por A.
- Industria Nacional del Vidrio, C. por A.
- Marmolería Nacional, C. por A.
- Molinos Dominicanos, C. por A.
- Molinos del Norte.
- Minas de Sal y Yeso.
- Pinturas Dominicanas, C. por A.
- Planta de Recauchado.
- Refinería de Sal.
- Sociedad Inmobiliaria, C. por A.
- Tecnometal, C. por A.
- Tenería FA-2, C. por A.
- Textil Los Mina, posterior Tejidos Antillanos, C. por A
- Caribbean o Dominican Motors
- Cemento Barahona, C. por A.
- Consorcio Algodonero Dominicano, C. por A.
- Dominican Motors, Co., C. por A.
- Fábrica Dominicana del Disco, C. por A.
- Ferretería  El Marino, C. por A.
- Ferretería Read, C. por A.
- Empresa de foyeria, C. por A.